# Ка ди Фјоре (Болоња)
Ка ди Фјоре је насеље у Италији у округу Болоња, региону Емилија-Ромања.
Према процени из 2011. у насељу је живело 14 становника. Насеље се налази на надморској висини од 828 м.